# 青森市立大栄小学校
青森市立大栄小学校（あおもりしりつ だいえいしょうがっこう）は青森県青森市浪岡（旧南津軽郡浪岡町）大字大釈迦字前田にあった公立小学校。

## 基礎情報
- 所在地 - 浪岡大字大釈迦字前田5-2

## 児童数
2022年（令和4年）1月17日時点（閉校時点）
| 学年 | 1年 | 2年 | 3年 | 4年 | 5年 | 6年 | 特別支援 | 合計 |
| ---- | --- | --- | --- | --- | --- | --- | -------- | ---- |
| 学級 | 1   | 1   | 0.5 | 0.5 | 0.5 | 0.5 | 無し     | 3    |
| 児童 | 3   | 8   | 2   | 5   | 4   | 4   | 無し     | 26   |

- 学級数0.5は、「複式学級」を表す。

## 沿革
- 1877年（明治10年）4月26日 - 大釈迦村の鎌田伝右衛門家屋を借用し、「大栄小学」として開校。
- 1879年（明治12年）1月 - 対馬丑松宅の宅地を借用して、校舎新築。
- 1886年（明治19年）8月 - 「大栄尋常小学校」と改称。
- 1891年（明治24年）12月 - 校舎焼失。再度、鎌田伝右衛門宅の家屋を借用。
- 1892年（明治25年）9月1日 - 大釈迦字山田41番地の対馬寅之助の家屋を購入し、校舎に改造。
- 1899年（明治32年）11月 - 校舎新築。
- 1913年（大正2年）3月 - 大釈迦字前田7番地に校舎新築。
- 1938年（昭和13年）8月 - 校舎新築。
- 1941年（昭和16年）4月1日 - 国民学校令により、「大栄国民学校」に改称。
- 1947年（昭和22年）4月1日 - 学校教育法(旧法)により、「大杉村立大栄小学校」と改称。同日、大栄中学校を併設。
- 1951年（昭和26年）4月1日 - 大栄中学校は、大杉中学校として、分離独立。
- 1954年（昭和29年）12月15日 - 大杉村が浪岡町に合併された為、「浪岡町立大栄小学校」と改称。
- 1965年（昭和40年）1月（第3学期） - センター方式による、学校給食開始。
- 1985年（昭和60年）11月 - 校地を拡張し、現在地へ校舎新築移転。
- 1989年（平成元年）5月 - 松下視聴覚教育財団法人研究校に指定された。
- 2005年（平成17年）4月1日 - 浪岡町が青森市に合併された為、「青森市立大栄小学校」と改称。
- 2022年（令和4年）
  - 3月14日 - 本校体育館にて、閉校式典挙行[2]。
  - 3月31日 - 青森市立浪岡北小学校に統合され、閉校。

## 学区
徳才子（字福田、字船岡、字早稲田、字山本）、長沼（字小沢、字大沢、字南藤巻、字北藤巻）、大釈迦（字前田、字沢田、字山田、字山本、字中田、字沢井、字沢内沢）

## アクセス
- 弘南バス黒石青森線・浪岡地区コミュニティバス大釈迦線で、「大釈迦」バス停下車。
- JR奥羽本線大釈迦駅から、徒歩約930m・約15分（直線距離は約180mと近いが、道路の関係で大回りとなる）。
  - JR大釈迦駅まで、上述のコミュニティバスで、「大釈迦」バス停から「大釈迦駅前」バス停まで10分。ただし、浪岡地区コミュニティバスは片方向の運行の為、大釈迦駅からは徒歩移動のみとなる[3]。
- 東北自動車道浪岡ICから、車で約1.6km・約3分。

## 参考資料
- 『浪岡町史 第四巻』（浪岡町・2004年12月15日発行）「第Ⅶ部 21世紀を迎えて・第4章 ゆたかな教育」
  - 「第一節 社会教育・一 学校給食」・「学校給食の歩み」の533頁
  - 「第三節 小学校・二 現在の小学校」559頁～560頁「大栄小学校」
- 『青森県教育史 別巻』（青森県教育委員会・1973年12月20日発行）「学校沿革 小学校 大栄小学校」